# 帕拉卡图
帕拉卡图是巴西米纳斯吉拉斯州的一个市镇。总面积8232.233平方公里，总人口79739人，人口密度9.7人/平方公里。